# Carson (Californië)
Carson is een plaats (city) in de Amerikaanse staat Californië en valt bestuurlijk gezien onder Los Angeles County. Carson werd opgericht op 20 februari 1968 en is hiermee de jongste gemeente in de regio South Bay binnen de Greater Los Angeles Area.

## Geografie
Volgens het United States Census Bureau beslaat de plaats een oppervlakte van
49,1 km², waarvan 48,8 km² land en 0,3 km² water.

### Plaatsen in de nabije omgeving
De onderstaande figuur toont nabijgelegen plaatsen in een straal van 8 km rond Carson.

## Demografie
Bij de volkstelling in 2000 werd het aantal inwoners vastgesteld op 89.730. In 2020 is het aantal inwoners door het United States Census Bureau geschat op 95.558, een stijging van 4075 (4.5%).

## Sport
In Carson staat het multifunctionele stadion het Dignity Health Sports Park, waar de American footballclub Los Angeles Chargers en de voetbalclub Los Angeles Galaxy hun thuiswedstrijden spelen. De Chargers spelen in de National Football League en Galaxy in de Major League Soccer, waar ze de titel meerdere malen hebben gewonnen. De in 2004 opgerichte voetbalclub Chivas USA kwam eveneens uit in de MLS, maar werd in 2014 opgeheven.

## Geboren
- Ameer Webb (1989), atleet